# Nghèn
Nghèn là thị trấn huyện lỵ của huyện Can Lộc, tỉnh Hà Tĩnh, Việt Nam.

## Địa lý
Thị trấn Nghèn nằm ở phía đông huyện Can Lộc, có vị trí địa lý:
- Phía đông giáp các xã Thuần Thiện và xã Tùng Lộc
- Phía tây giáp xã Khánh Vĩnh Yên
- Phía nam giáp xã Xuân Lộc và huyện Thạch Hà
- Phía bắc giáp xã Thiên Lộc và xã Vượng Lộc.

Thị trấn Nghèn có diện tích 18,33 km², dân số năm 2023 là 18.965 người, mật độ dân số đạt 1.034 người/km².

## Hành chính
Thị trấn Nghèn được chia thành 18 tổ dân phố.

## Lịch sử

### Tên gọi
Tên gọi của thị trấn Nghèn được đặt theo tên của sông Nghèn (một tuyến kênh Nhà Lê nối thông thủy từ Hoa Lư (Ninh Bình) tới Đèo Ngang trong lịch sử Việt Nam) chảy qua đây.
Thị trấn Nghèn còn có tên gọi khác trong lịch sử là: Đan Liên, Trảo Nha, Can Lộc.
Tên gọi Nghèn hiện nay được đặt theo tên của con sông chảy qua thị trấn, còn được gọi là sông nhà Lê uốn lượn quanh co trong lòng huyện Can Lộc trước khi đổ ra biển ở Cửa Sót.

### Lịch sử hình thành
Thời nhà Lý, Trần được gọi là xã Đan Liên thuộc huyện Thạch Hà, phủ Hà Hoa.
Thời nhà Lê, được đổi tên thành xã Trảo Nha thuộc tổng Đoài, huyện Thạch Hà, phủ Hà Hoa, thừa tuyên Nghệ An.
Năm 1831, vua Minh Mạng cho lập tỉnh Hà Tĩnh, xã Trảo Nha thuộc tổng Đoài, huyện Thạch Hà, phủ Hà Hoa, tỉnh Hà Tĩnh.
Năm 1921, vua Khải Định cắt xã Trảo Nha về thuộc huyện Can Lộc, tỉnh Hà Tĩnh.
Năm 1927, đặt lỵ sở huyện Can Lộc tại thôn Yên Vinh, xã Trảo Nha.
Tháng 10 năm 1945, chia tách xã Trảo Nha thành xã Trảo Nha (gồm các thôn: Vĩnh Phong, Nghiện Hùng, Hạ Lỗi) và xã Vĩnh Yên (gồm các thôn: Yên Vinh, Nghiện Trị, Tập Phúc, Gia Kỳ, Gia Lạc, Thổ Sơn, Xuân Liệu).
Năm 1953, chia xã Trảo Nha thành xã Tiến Lộc và xã Đại Lộc.
Ngày 27 tháng 10 năm 1984, Hội đồng Bộ trưởng ban hành Quyết định 141-HĐBT về việc thành lập thị trấn Can Lộc – thị trấn huyện lỵ của huyện Can Lộc trên cơ sở tách 81 hécta đất thuộc xã Đại Lộc và 44 hécta đất thuộc xã Thiên Lộc.
Ngày 2 tháng 8 năm 1999, Chính phủ ban hành Nghị định số 63/1999/NĐ-CP về việc thành lập thị trấn Nghèn trên cơ toàn bộ diện tích và dân số của xã Đại Lộc và thị trấn Can Lộc.
Sau khi điều chỉnh địa giới hành chính, thị trấn Nghèn có 1.136 ha diện tích tự nhiên và 11.824 người.
Ngày 17 tháng 7 năm 2019, HĐND tỉnh Hà Tĩnh ban hành Nghị quyết số 157/NQ-HĐND về việc thành lập tổ dân phố Xuân Thủy trên cơ sở tổ dân phố Xuân Thủy 1, tổ dân phố Xuân Thủy 2 và một phần của tổ dân phố Phúc Xuân.
Ngày 21 tháng 11 năm 2019, Ủy ban Thường vụ Quốc hội ban hành Nghị quyết số 819/NQ-UBTVQH14 về việc sắp xếp các đơn vị hành chính cấp xã thuộc tỉnh Hà Tĩnh (nghị quyết có hiệu lực từ ngày 1 tháng 1 năm 2020). Theo đó, sáp nhập toàn bộ 6,81 km² diện tích tự nhiên và 3.276 người của xã Tiến Lộc vào thị trấn Nghèn.
Sau khi sáp nhập, thị trấn Nghèn có diện tích 18,33 km² diện tích tự nhiên và dân số là 16.913 người.
Ngày 8 tháng 12 năm 2020, HĐND tỉnh Hà Tĩnh ban hành Nghị quyết số 266/NQ-HĐND về việc:
- Sáp nhập tổ dân phố 1A vào tổ dân phố 2.
- Sáp nhập tổ dân phố 12 vào tổ dân phố 9.
- Sáp nhập tổ dân phố 11 vào tổ dân phố 10.

Ngày 16 tháng 12 năm 2021, HĐND tỉnh Hà Tĩnh ban hành Nghị quyết số 58/NQ-HĐND về việc:
- Sáp nhập tổ dân phố Thượng Gia vào tổ dân phố Hồng Quang.
- Sáp nhập tổ dân phố Hà Nam vào tổ dân phố K130.

Ngày 18 tháng 7 năm 2024, HĐND tỉnh Hà Tĩnh ban hành Nghị quyết số 188/NQ-HĐND về việc:
- Thành lập tổ dân phố Xuân Hồng trên cơ sở tổ dân phố Phúc Xuân và tổ dân phố Hồng Vinh.
- Sáp nhập một phần của tổ dân phố 6 vào tổ dân phố 1B.
- Đổi tên tổ dân phố 1B thành tổ dân phố 1.

Ngày 25 tháng 12 năm 2024, Bộ Xây dựng ban hành Quyết định số 1233/QĐ-BXD về việc công nhận thị trấn Nghèn là đô thị loại IV.